# Богемка (станція)
Богемка (крим. Boğemka) — вантажно-пасажирська залізнична станція Кримської дирекції Придніпровської залізниці на неелектрифікованій лінії Джанкой — Армянськ між станціями Пахарівка (10 км) та Джанкой (15 км). Розташована у селищі Ясне Джанкойського району.
Станція має зал очікування, обладнаний квитковими касами, де можна придбати квитки на всі поїзди.

## Галерея

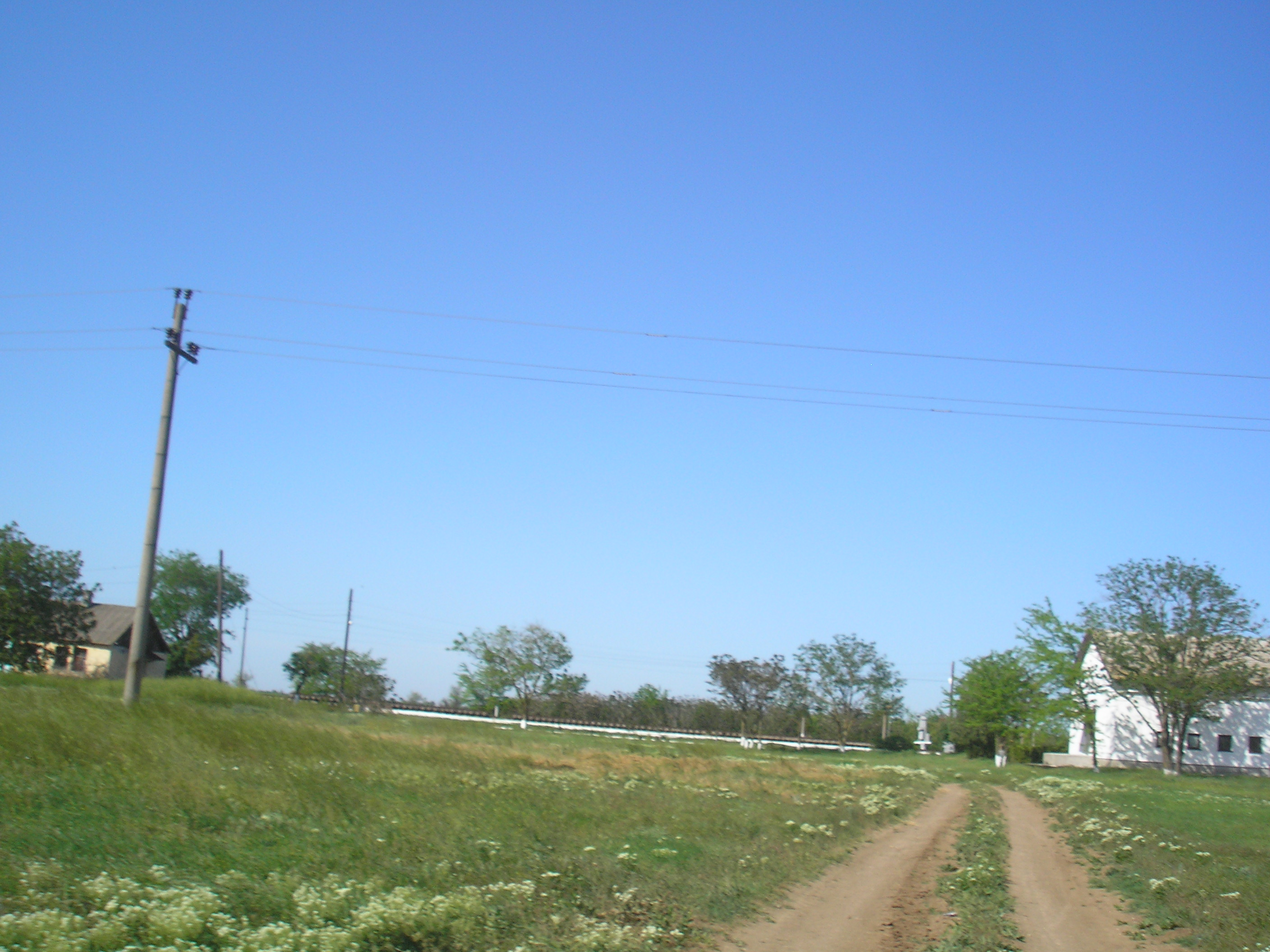
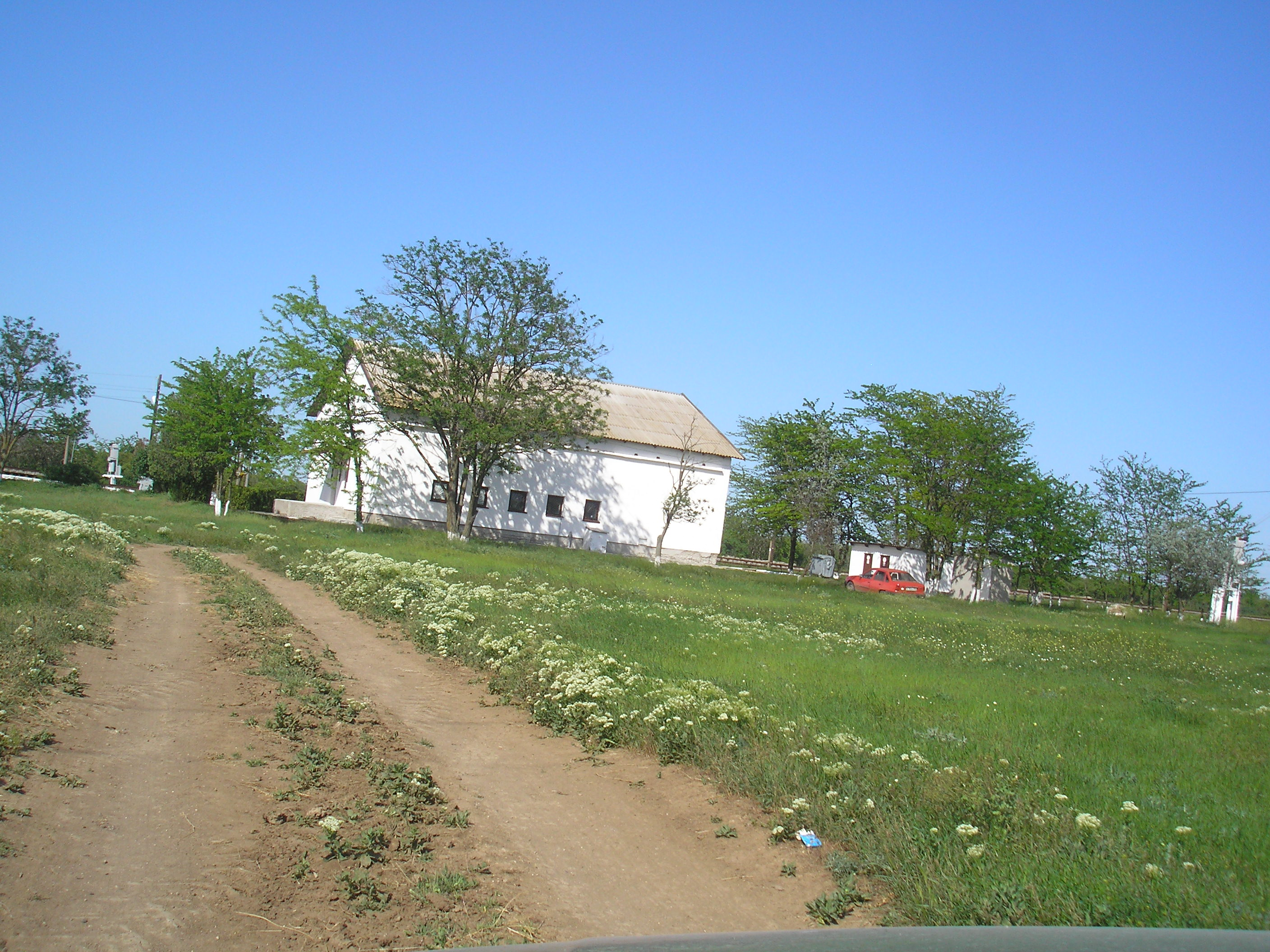
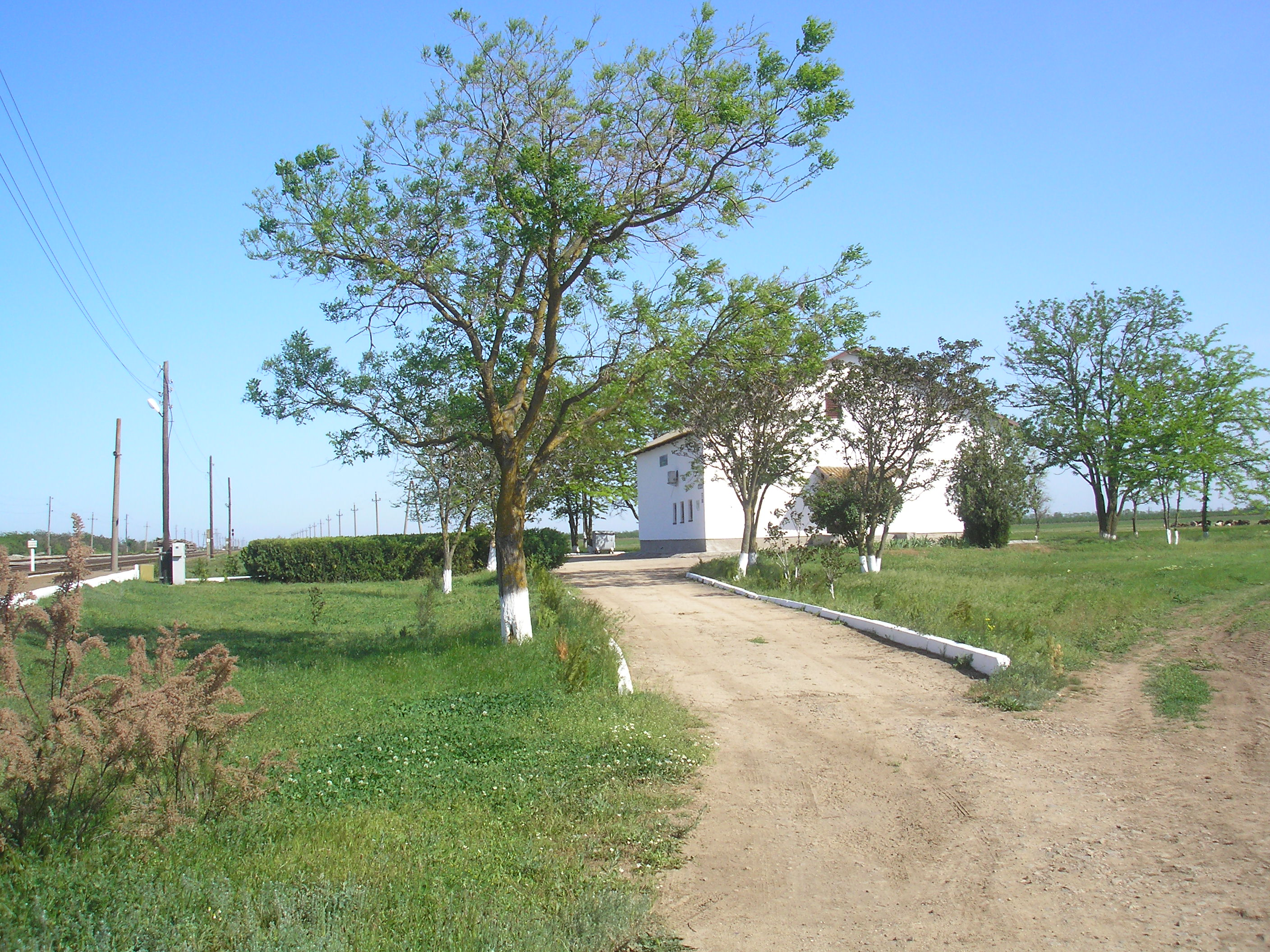

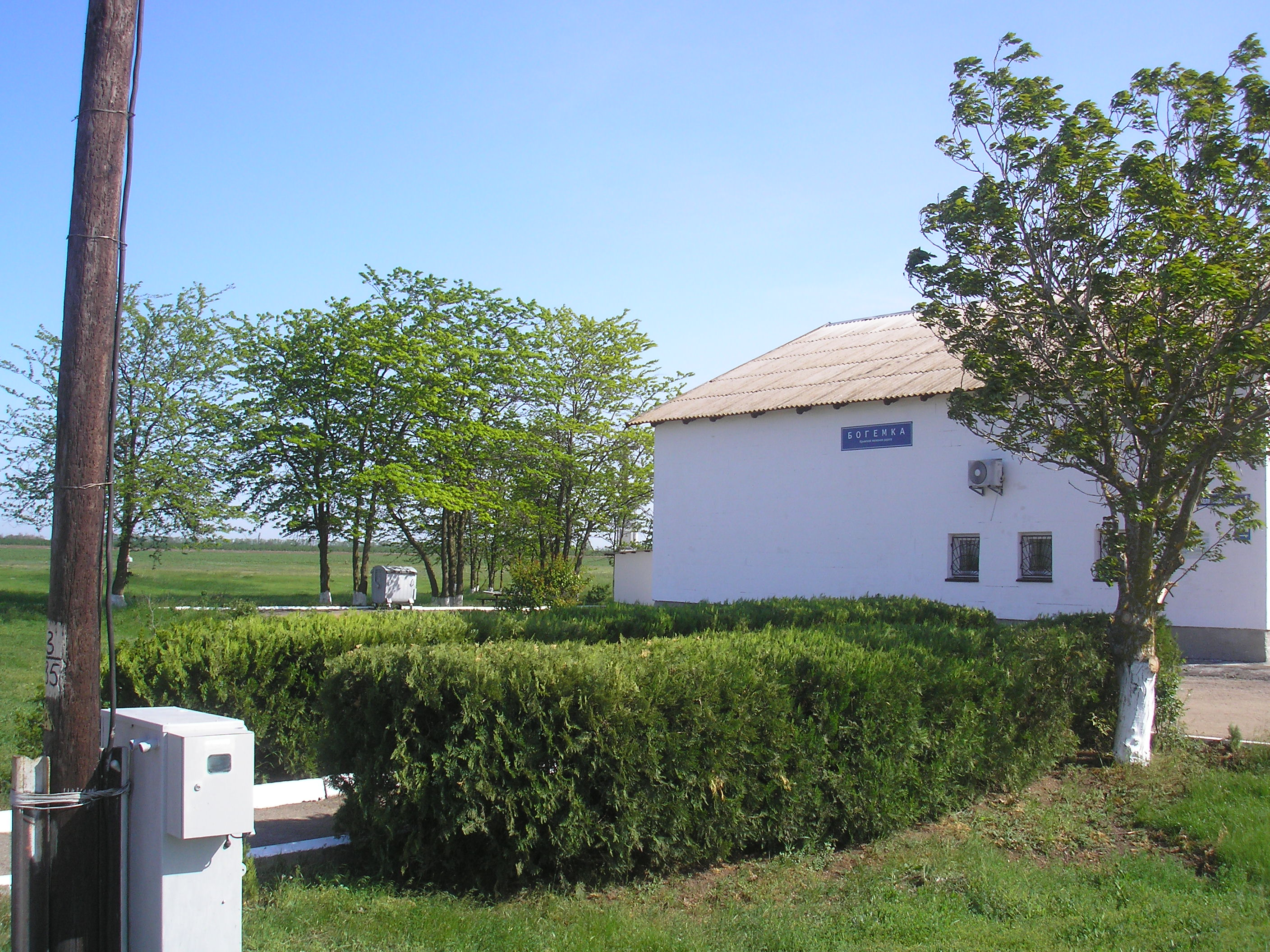
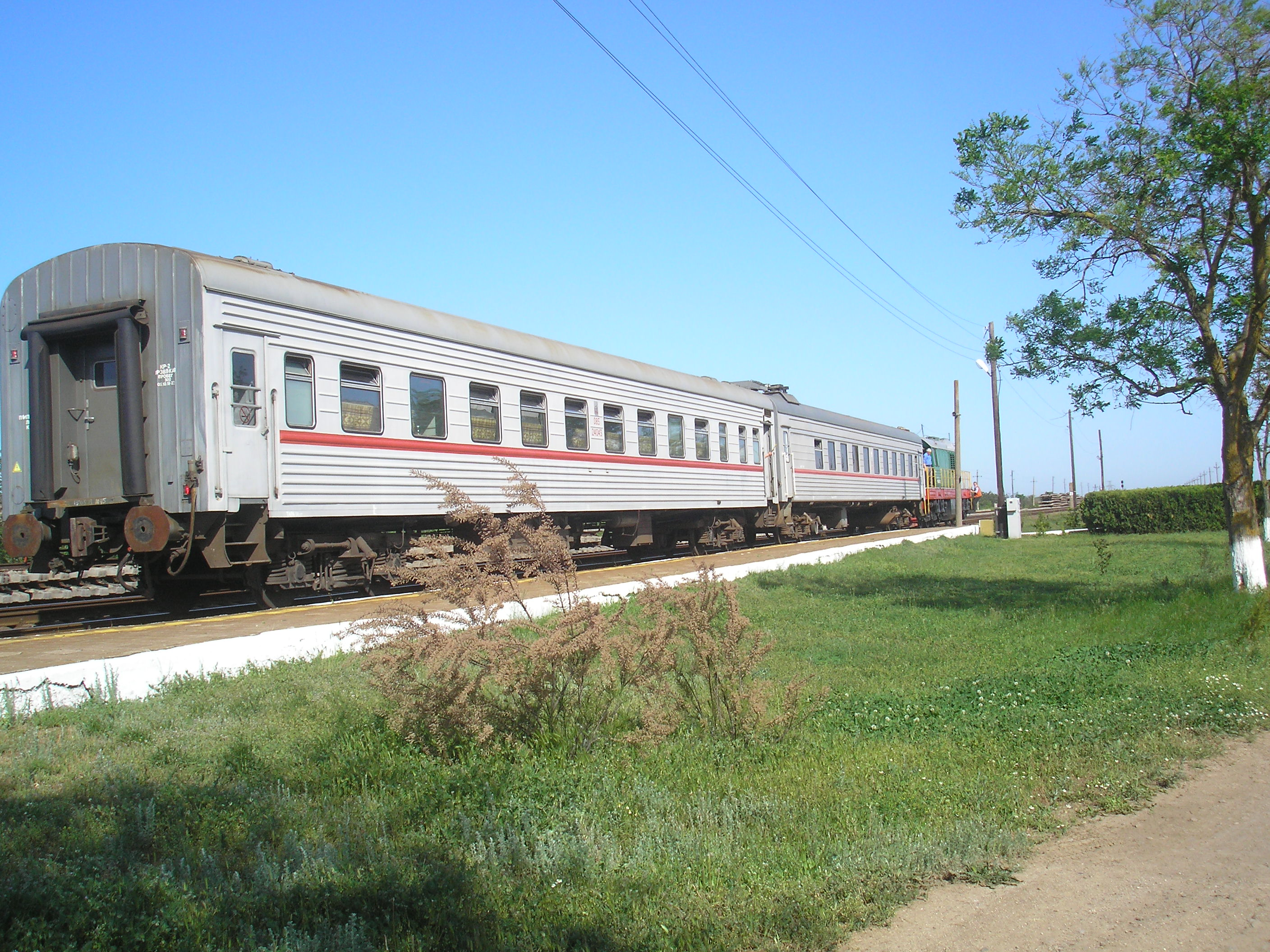
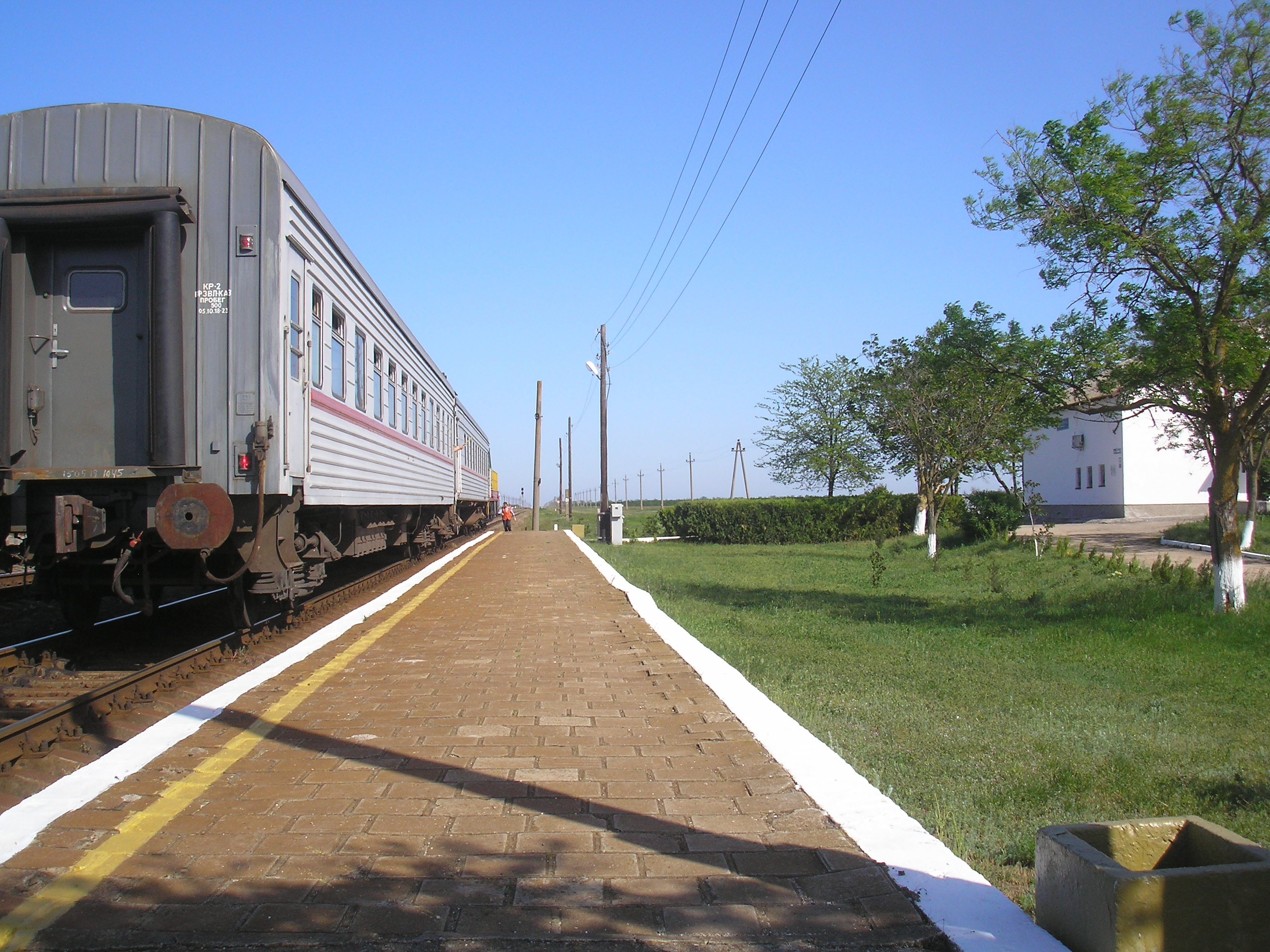